# Gmina Vara (Estonia)
Gmina Vara (est. Vara vald) – gmina wiejska w Estonii, w prowincji Tartu.
W skład gminy wchodzą:
- 28 wsi: Alajõe, Kargaja, Kauda, Keressaare, Koosa, Koosalaane, Kusma, Kuusiku, Matjama, Meoma, Metsakivi, Mustametsa, Papiaru, Pilpaküla, Praaga, Põdra, Põldmaa, Põrgu, Rehemetsa, Selgise, Sookalduse, Särgla, Tähemaa, Undi, Vanaussaia, Vara, Välgi, Ätte.